# Mononucleótido de flavina
O mononucleótido de flavina (FMN), flavina mononucleótido, 5'-fosfato de riboflavina ou ainda riboflavina-5'-fosfato, é uma flavina que funciona como grupo prostético em diversas oxidorredutases, como a NADH desidrogenase. É produzido in vivo a partir da riboflavina, por acção da enzima riboflavina cinase.
O mononucleótido de flavina sofre, durante o ciclo catalítico, interconversão entre as formas oxidada (FMN), semiquinona (FMNH•) e reduzida (FMNH2). O FMN é um agente com poder de oxidação superior ao do NAD e é útil em reacções que envolvam ambas as transferências de um ou dois electrões.
É a principal forma sob a qual se encontra a riboflavina dentro da célula. Energeticamente, a sua produção é dispendiosa, mas é mais solúvel que a riboflavina.
Sob a designação E101a, é utilizado como corante alimentar. O aditivo E106 é a forma de sal sódico do FMN e é utilizado em alimentos como comida para bebés, compotas, produtos lácteos e doces. É rapidamente convertido a riboflavina livre após a ingestão. 

## Galeria

Riboflavina
FMN
FMNH2